# Ella au pays enchanté
Pour plus de détails, voir Fiche technique et Distribution.
Ella au pays enchanté ou Ella l'ensorcelée au Québec (Ella Enchanted) est un film américano-irlando-britannique réalisé par Tommy O'Haver et sorti en 2004. C'est une parodie de conte de fées.

## Synopsis
Le film se déroule dans un Moyen Âge « modernisé ». Il nous raconte l'histoire d'une jeune fille, Ella. Elle reçoit à la naissance un « don » d’obéissance. Ella doit obéir à tous les ordres directs qu'elle reçoit, et ce même si cela va à l'encontre de sa volonté. Ce « don » ne lui apporte que des problèmes, surtout lorsque sa demi-sœur le découvre et cherche à en tirer profit. Ella décide alors de partir chercher de l'aide, afin qu'on la débarrasse de son fardeau. Commence alors une grande aventure au pays des contes, pleine d'humour et de magie. Et sur la route, le prince charmant sera au rendez-vous, ajoutant à cette histoire la dose d'amour indispensable à tout conte de fées.
Entre parodies et anachronismes, le film reprend les codes contemporains des comédies romantiques, transposés dans l'univers classique des contes de fées.

## Histoire originale
Le film est en fait une adaptation du livre de Gail Carson Levine Ella Enchanted (traduit en français sous le titre Ella l'ensorcelée). Le livre a reçu le Newbery Honor pour la littérature de jeunesse aux États-Unis. Ella Enchanted est une « histoire de Cendrillon », reprenant les éléments traditionnels du célèbre conte (la pantoufle de verre, les trois bals, la robe confectionnée par la fée, le carrosse fait à partir d'une citrouille, l'affreuse belle-famille, etc.), tout en les détournant, les modernisant, introduisant une réelle psychologie des personnages.
Bien que reprenant une partie des personnages et l'idée originale du livre, le film prend beaucoup de libertés par rapport à ce dernier, ajoutant des personnages, en supprimant d'autres, et modifiant radicalement la psychologie et le comportement de certains personnages. De plus, le « don » d'Ella ne s'exprime pas de la même manière dans le livre et dans le film. Face à un ordre, Ella ne réagit pas de la même façon dans les deux cas : dans le livre, elle s'exécute en suivant le sens de l'ordre donné (si on lui dit par exemple de « tenir sa langue », elle se tait). Dans le film, en revanche, Ella prend tout au pied de la lettre (si on lui dit de « tenir sa langue », elle va réellement attraper sa langue entre ses doigts).
Le film s'est donc bien écarté de l'œuvre originale, lui donnant une couleur et un ton totalement différents de ceux du livre.

## Fiche technique
- Titre : Ella au pays enchanté
- Titre canadien : Ella l'ensorcelée
- Titre original : Ella Enchanted
- Réalisation : Tommy O'Haver
- Scénario : Laurie Craig, Karen McCullah Lutz, Kirsten Smith, Jennifer Heath et Michele J. Wolff, d'après le roman de Gail Carson Levine
- Production : Su Armstrong, James Flynn, Julie Goldstein, Susan Miller Lazar, Morgan O'Sullivan, Jane Startz, Bob Weinstein et Harvey Weinstein
- Sociétés de production : Miramax Films, Momentum Films et World 2000 Entertainment
- Distribution : TFM Distribution
- Musique : Nick Glennie-Smith
- Photographie : John de Borman
- Montage : Masahiro Hirakubo
- Décors : Norman Garwood
- Costumes : Ruth Myers
- Pays d'origine :  États-Unis,  Irlande,  Royaume-Uni
- Format : Couleurs - 1,85:1 - DTS / Dolby Digital - 35 mm
- Budget : 35 millions de dollars (26,56 millions d'euros)
- Genre : comédie
- Durée : 90 minutes
- Dates de sortie : 
  - États-Unis : 9 avril 2004
  - Belgique : 11 août 2004
  - France : 11 mai 2005

## Distribution
- Anne Hathaway (VF : Caroline Victoria ; VQ : Karine Vanasse) : Ella
- Hugh Dancy (VF : Franck Lorrain ; VQ : Martin Watier) : le prince Charmant
- Cary Elwes (VF : Loïc Houdré ; VQ : Pierre Auger) : Sir Edgar
- Joanna Lumley (VF : Isabelle Desplantes ; VQ : Johanne Garneau) : Dame Olga
- Lucy Punch (VF : Marie-Charlotte Lebon ; VQ : Charlotte Bernard) : Hattie
- Minnie Driver (VF : Valérie Karsenti ; VQ : Anne Dorval) : Mandy
- Eric Idle : le narrateur
- Steve Coogan (VF : Sylvain Clément ; VQ : Daniel Lesourd) : Heston le serpent (voix)
- Vivica A. Fox (VF : Annie Milon ; VQ : Hélène Mondoux) : Lucinda Perryweather
- Parminder Nagra : Areida
- Patrick Bergin : Sir Peter
- Jim Carter (VQ : Pierre Chagnon) : l'ogre Nish
- Aidan McArdle (VF : Olivier Brun ; VQ : François Sasseville) : Slannen
- Jennifer Higham : Olive
- Jimi Mistry (VF : David Geselson) : Benny

Source et légende : Version française (VF) sur AlloDoublage et Version Québécoise (VQ) sur Doublage Québec

## Autour du film
- Le tournage s'est déroulé d'août à décembre 2002 aux studios Ardmore de Bray, en Irlande.
- À noter, une petite apparition du mannequin Heidi Klum dans le rôle de Brumhilda.

## Bande originale
- Strange Magic, interprété par Darren Hayes
- Walking on Sunshine, interprété par Jump 5
- Respect, interprété par Kelly Clarkson
- Let Me Entertain You, composé par Stephen Sondheim et Jule Styne
- Joy to the World, composé par Hoyt Axton
- Hit the Road Jack, composé par Percy Mayfield
- Crazy, composé par Willie Nelson
- Into Each Life Some Rain Must Fall, interprété par Allan Roberts et Doris Fisher (chanteuse)
- You Make Me Feel Like Dancing, interprété par Leo Sayer
- Sona Sona, interprété par Sonu Nigam, Sudesh Bhosle et Jaspinder Naruda
- Somebody to Love, interprété par Anne Hathaway
- Magic, interprété par Stimulator
- Don't Go Breaking My Heart, interprété par The Cast
- Your Face, interprété par The Frames
- It's Not Just Make Believe, interprété par Kari Kimmel
- True to Your Heart, interprété par Raven-Symoné
- If You Believe, interprété par Andrea Remanda

## Distinctions
- Nomination au prix du meilleur DVD jeunesse, lors des Satellite Awards en 2005.